# 발광 성운

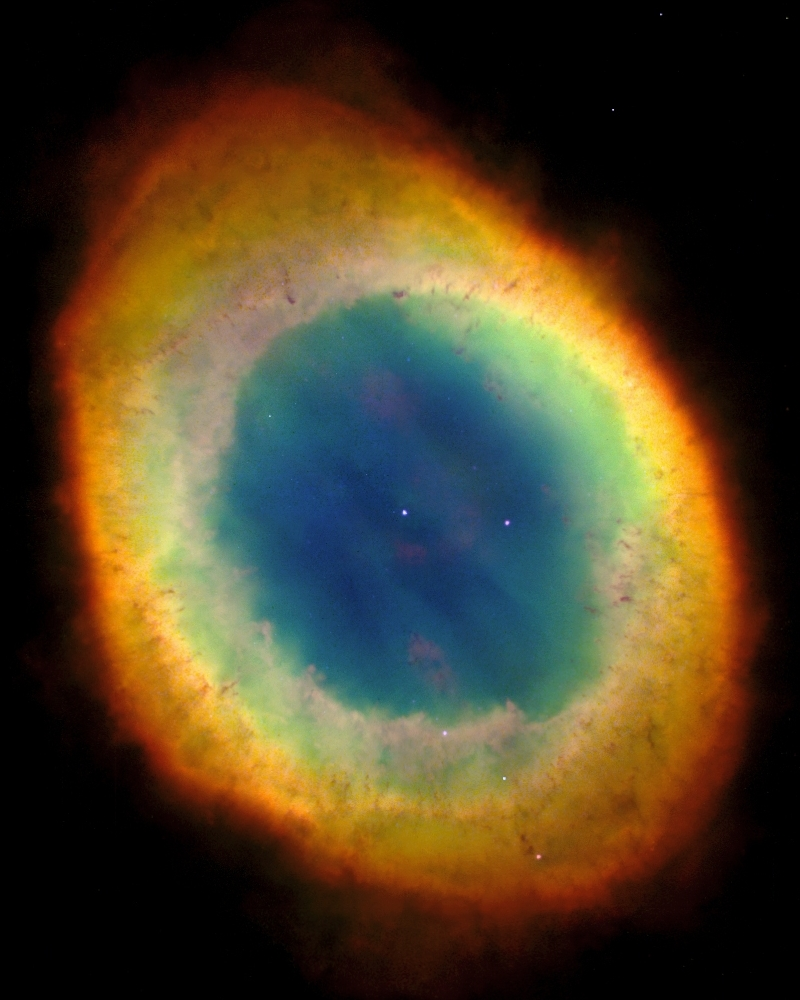
행성상 성운인 고리 성운은 발광 성운이기도 하다.

발광 성운(영어: Emission Nebula)은 이온화된 기체가 다양한 색깔을 내는 성간 구름이다.

## 이온화의 이유
이온화의 가장 주된 이유는 근처의 항성에서 나온 고 에너지 광자이다.

## 구분
발광 성운의 종류로는 새로 태어나는 무거운 항성을 끼고 있는 전리수소영역과 뜨거운 항성의 핵이 기체 입자를 이온화시키는 행성상 성운이 있다.

## 같이 보기
- 허빅-아로천체